# もつ
もつは、鳥獣肉の臓物（ぞうもつ＝内臓）のこと。「ホルモン」、「畜産副生物」、「内臓肉」、「バラエティミート」、「ファンシーミート」とも呼ばれている。
広義には、臓物全般を指す。この場合、肝臓や心臓を「赤もつ」、胃や腸を「白もつ」と呼んでいる。狭義には「小腸」を「もつ」「ホルモン」と呼ぶ。「Offal」は、食料に使う動物の各種臓物を指し、「Organ Meats」は消化器系の内臓を指す。

## もつの分類
- 心臓：「ハツ」「ハート」「ココロ」「ヘルツ」
- 動脈：「コリコリ」「ハツモト（心臓付近の動脈）」「タケノコ」「ヨメナカセ」
- 気管：「ウルテ」「フエガラミ」
- 肺臓：「フワ」「フク」「プップギ」「バサ」「ホッペ」「ヤオギモ」
- 食道：「シキン」「ネクタイ」「ガリ（豚食道）」
- 肝臓：「レバー」「キモ」「血肝（鶏の肝臓）」
- 胃：「ミノ（牛の第一胃）」「ハチノス（牛の第二胃）」「センマイ（牛の第三胃）」「ギアラ（牛の第四胃、赤センマイ、ビチとも）」「ヤン（ハチノスとセンマイの繋ぎ目）」「ガツ（豚の胃）」「砂肝（砂嚢。砂ズリと呼ぶ地方もある）」
- 脾臓：「タチギモ」「チギモ」「チレ」
- 膵臓：「シビレ（牛の胸腺を含む）」
- 腎臓：「マメ」
- 乳房：「チチカブ」「オッパイ」
- 横隔膜：「ハラミ（＝アウトサイドスカート Skirt steak、腹側の肋骨に接する部分）」「サガリ（＝ハンギングテンダー Hanging tender steak、背側の腰椎に接する部分）」
- 小腸：「コプチャン（小腸）」「ホルモン[注釈 3]」「コテッチャン」「マルチョウ（小腸の一種）」「シロ（牛の小腸）」「ヒモ」「ホソ」
- 大腸：「テッチャン（大腸）」「ホルモン」「シマチョウ」「オオビャク」「シロ（豚の大腸）」
- 直腸：「テッポウ」
- 子宮：「コブクロ」
- 卵巣：「キンカン（鶏の腹卵）」
- 精巣：「ホーデン」「タマ」
- 卵管：「タマヒモ（鶏の卵管と腹卵）」

以下は日本畜産副産物協会では畜産副生物として扱っているが、厳密には臓物ではないので、もつとは区別される場合もある。
- 舌：「タン」「ツンゲ」
- 頬：「ホホ（ホホニク）」「カシラ」
- 喉：「ノドスジ」「ノドシビレ」「ドーナツ（豚の喉仏）」「ウタゴエ（喉の軟骨）」「ワッカ」
- 耳：「ミミ」
- アキレス腱：「スジ[注釈 4]」
- 尾：「テール」
- 豚足：「トンソク」「テビチ」

## 栄養価
タンパク質、脂肪分、11種類のビタミンと8種類のミネラルを豊富に含んでいる。コラーゲンも豊富に含まれており、経口摂取すると、消化器官で消化分解されてアミノ酸として吸収されたのち、血流に乗って全身に輸送されていき、身体づくりの材料として使われる。なお、コラーゲン自体は動物性食品全般に豊富に含まれており、もつ肉に限った話ではない。

## 流通と保存性
内臓肉は常温では腐敗速度が速いので、正肉と比較して保存が悪く廃棄物とされていた。牛の正肉の場合、「死後硬直を経て1週間から3週間くらい経過してからのほうが美味となる」とされているが、それに比較して内臓肉は、上記のとおり保存性が悪い。これを食用とするためには基本的には新鮮なうちに食べるのがよく、店で売ったりある程度の期間保存したりする場合には冷凍をする。肉食動物が獲物を捕らえて食べる際には、その獲物の内臓から食べ始める。
食肉卸売業のセリを通らずに供給されることや、保存性が低いことから安価である。

### 食品衛生的観点
屠殺から解体までの間に、牛の消化管内の細菌や解体作業環境中に存在しているサルモネラ、糞便系大腸菌群、腸管出血性大腸菌、カンピロバクター (C. jejuni , C. coli)のような食中毒の原因となる細菌が付着しているが、加熱調理が必須であるため、内臓肉はそのまま流通している。
もつを食べたことが原因と思われるE型肝炎の症例が報告されており、十分な加熱調理と調理器具や手・指の消毒・洗浄が重要である。

## 日本におけるもつ

### 歴史
日本においては7世紀に内臓を食する料理が存在しており、肝臓は肝（きも）、胃袋は胘（みげ）と呼ばれ、膾や塩辛にして食べられていた。
7〜8世紀頃に編まれた『万葉集』には「我が宍（しし）は御膾（みなます）はやし、我が肝も御膾はやし、我がみげ（胃）は御塩のはやし」と、鹿の肝臓を膾に、胃袋を塩辛にして食べたことが記されている。また、9世紀頃の字書『新撰字鏡』には食用であるかは分からないが「胘/肚也、牛百葉、三介又三乃」と書かれている。
935年(承平5年)に編纂された辞書『和名類聚抄』には、「屠児が牛馬を屠（ほふ）り肉を取り鷹雞の餌とする」との記述がある。
1933年、戦時の食糧難対策として発行された『非常時に於ける栄養食に就いて』には、牛の心臓を短冊形に切ってバターでよく炒り、ブラウンソースの中で野菜と一緒に長時間煮込み、酒と塩・コショウで味付けする方法が提示されている。また、大阪市道頓堀弁天座にあったフランス式料理店で今藤長太郎は、家畜内臓料理を提供している。
1935年に発行された『国民百科大事典』には、鶏の内臓を鍋にして食べる方法が記されているが、「獣類の臓物も近来漸く知られ、之等の特殊の栄養価値が認められるに至った」とあり、あくまでも西洋料理として紹介されている。
第二次世界大戦が終わって間もない頃は、内臓肉は精肉より劣化が早く、独特の外見や匂いがあることから消費者の好みが分かれるものであり、一般の人々が口にしたり店頭で見かける機会は少なかった。しかし、居酒屋のメニューとしてしばしば用いられるようになり、各地に特徴のあるもつ料理が開発されるようになる。一時期はもつ料理・もつ鍋がブームとなったが、2000年代初めにBSE問題が発生して以降、（特に牛もつ系について）ブームとしては急速に衰退した。

### 料理

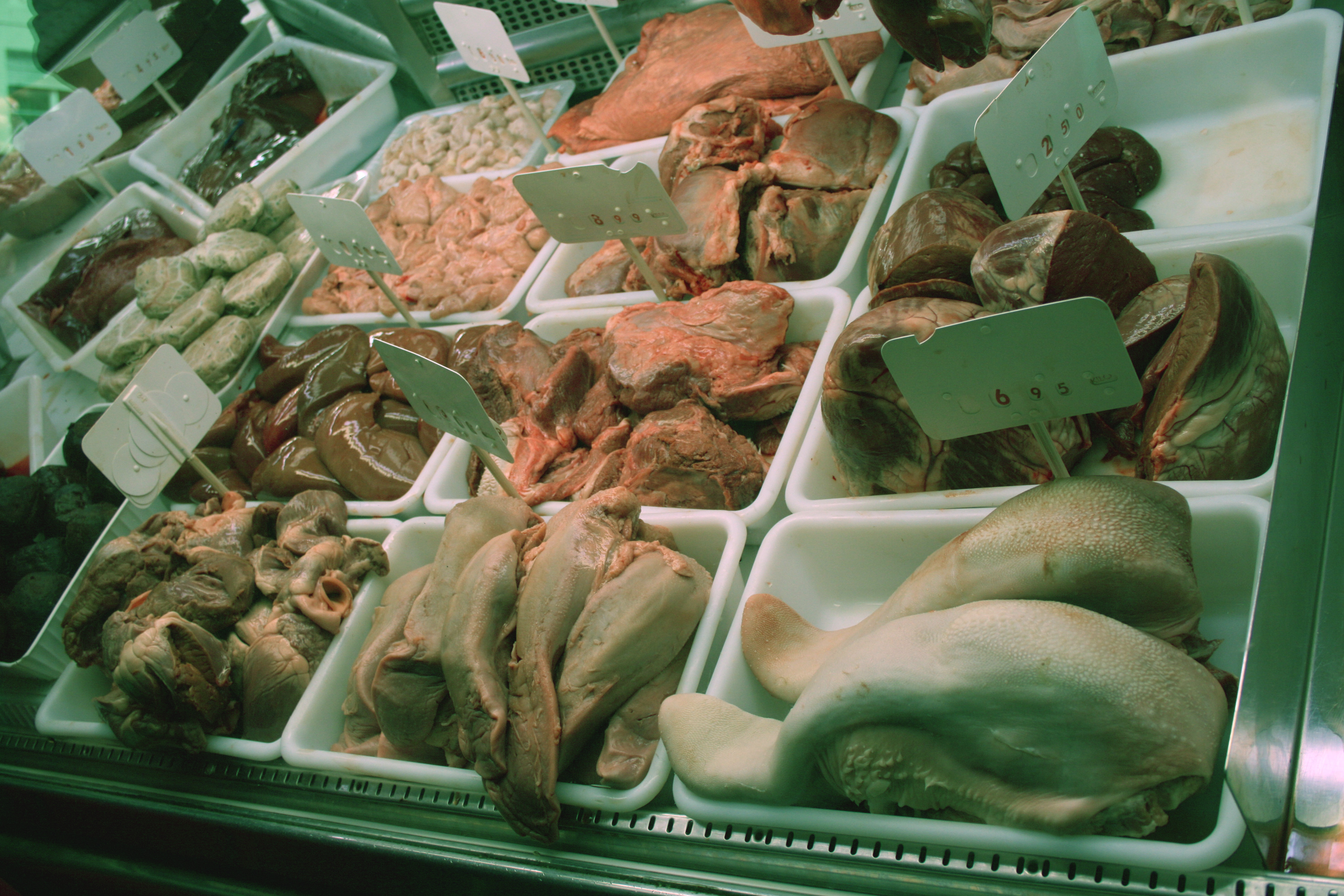
もつ各種

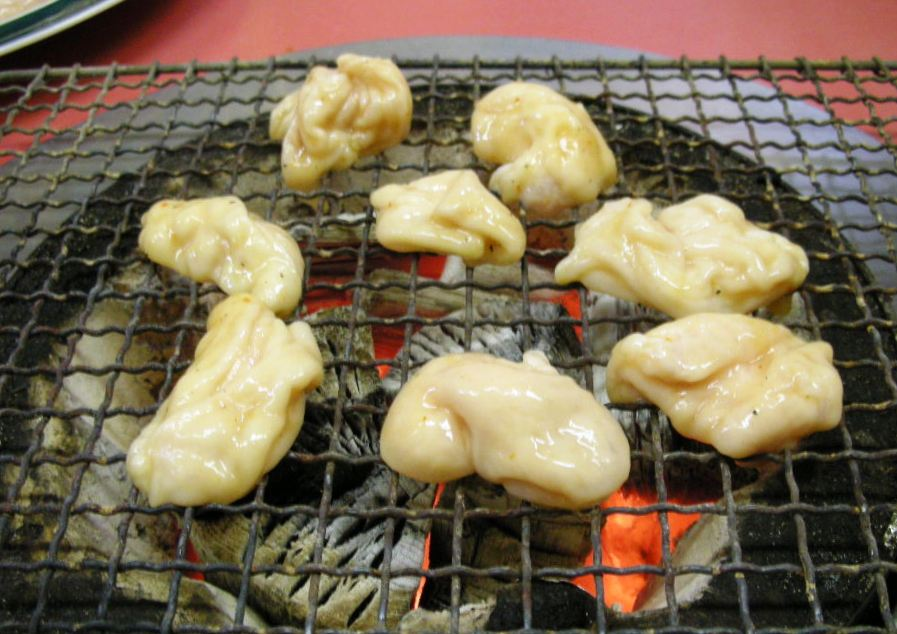
もつ焼き

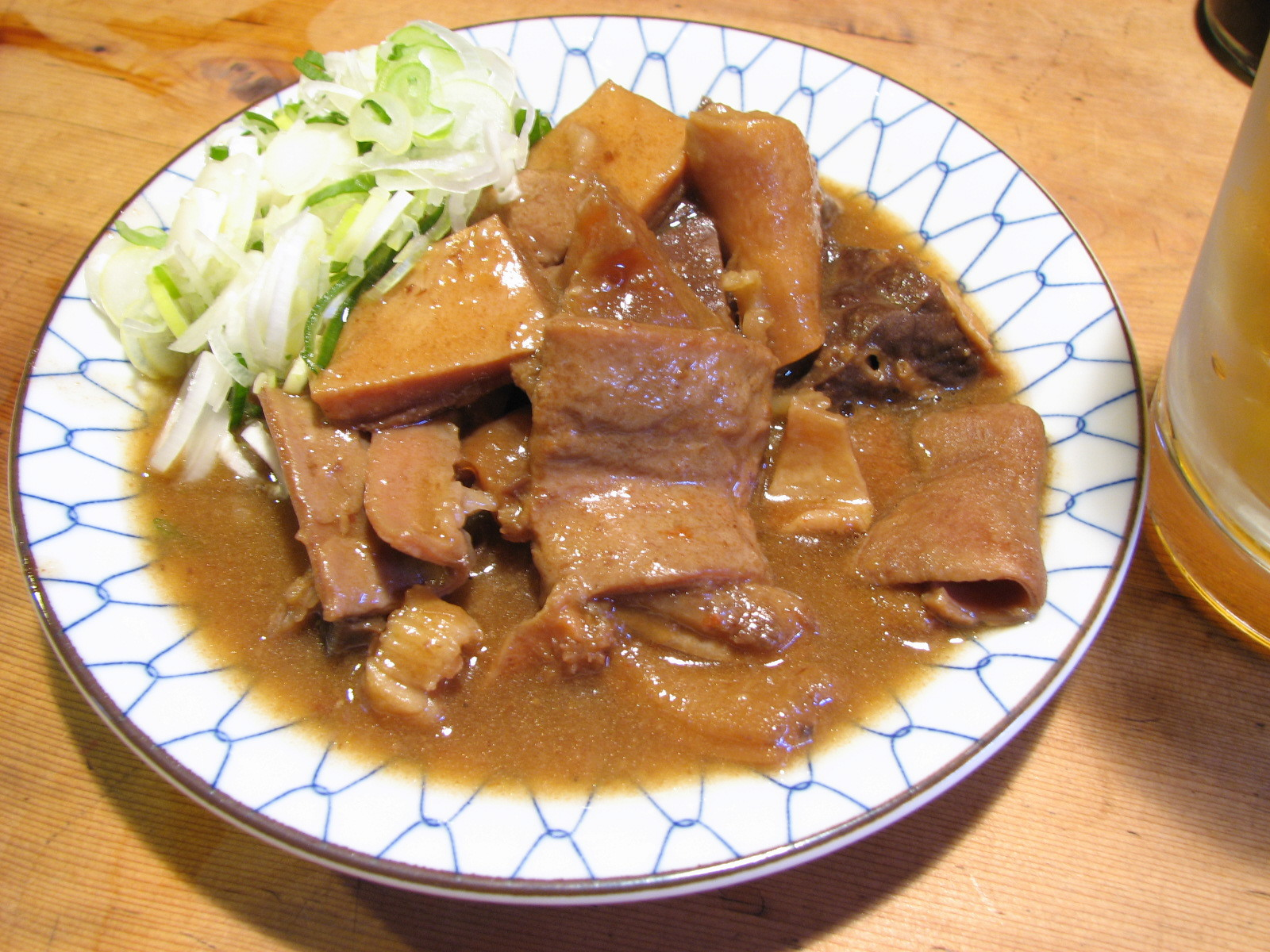
もつ煮込

- ホルモン焼き：豚もつ・牛もつを直火であぶり焼いて食べる焼肉や、鉄板上で焼いて食べる鉄板焼が代表的。
- 焼き鳥：鶏（さらに牛・豚）のもつを串に刺し、たれや塩をつけてあぶり焼いたもの。地方によっては、豚肉を用いた焼き鳥をやきとんともいう。1920年頃から食べられていた[11]。
- もつ煮[12]：豚もつ（もしくは牛もつ）を野菜やこんにゃくと共に味噌味または醤油味で煮込んだもの。
- もつ鍋：牛・豚・鶏のもつをニラやキャベツと一緒に煮込んで食べる鍋料理。
- おたぐり・なんこ鍋：馬のもつを煮込む料理。
- もつそば：もつをつゆで煮込み、掛け蕎麦に載せたもの。
- とりもつラーメン：鶏のもつ煮込みをラーメンに載せたもの。
- どて煮：豚もつを濃い味噌だれで煮込んだ料理。
- 中身汁：豚もつを用いた吸い物。琉球料理のひとつ。
- レバ刺し：レバーを薄く切って生のまま食する。現在は牛と豚は禁止されている。馬レバーのみレバ刺しで提供することが可能。
- 素揚げ：油を取るために内臓を煮揚げた残りとして発祥したもの。各地で「油かす」「せんじがら」「いりかす」等呼ばれ、利用されている。

## ヨーロッパにおけるもつ
チェンバース辞典によるモツ( Offal )の定義は、「もっぱら屠体（屠畜された動物の体）の、くず、または廃棄された部分。屠体をさばく際に切り落とされた食用になる部分（はらわた、心臓、肝臓、腎臓、舌）。価値のない、あるいは利用に向かないもの」とされている。器官以外にも骨髄や脂肪、血液もモツに含まれる。
ヨーロッパの一部の地域では、陰嚢、脳、豚の小腸、脚、心臓、（ブタや牛、羊、子羊の）頭、腎臓、肝臓、肺、胸腺や脾臓、睾丸、舌、鼻や様々な哺乳類の胃を使ったさまざまなモツ料理がある。
モツは屠体のある市場で普通に手に入るが、流通に乗っていない部位が多く、精肉店でモツを手に入れるには駆け引きや取り引きといった交渉が必要となる場合がある。また、直接的な表現を避けるため、隠語やあいまいな表現で呼ばれる場合もある。

### イギリス・アイルランド・スコットランド
伝統的なスコットランド料理のハギスは、羊の胃に、肝臓や心臓、肺、ロールドオーツ（つぶしたオート麦）やその他の材料を詰めて煮たものである。
イングランド中部地方に伝わる「ファゴット」（Fagot）は、肝臓と肉からなる豚のミンチと、すりつぶしたパン、ハーブ、玉ねぎをブタの大網で包んだものである。ステーキ・アンド・キドニー・パイは、イギリスで広く知られ、楽しまれている。ヘッドチーズ（Head Cheese）は、動物の頭蓋骨（通常は豚）の肉や組織を刻んで煮込み、ゼラチンで冷やして固めたものである。
- トライプ・アンド・ドリシーン（Tripe and Drisheen）- アイルランド・コークの伝統料理。胃とドリシーン（ヒツジの血とオートミールと牛乳のソーセージ）のスープ。
- トライプ・アンド・オニオン - イングランド北部。胃袋とたまねぎのスープ。
- ハギス - スコットランドの伝統料理。ヒツジの内臓を胃袋で包んだもの。

### 北部・中部・西部
アイスランドには、独自のハギスやブラウンがある。アイスランドにおけるハギスは、スラウトゥルと呼ばれ、2つのタイプがある。ブロウズミョール（ブラッドラード、血脂）は、羊の胃に、羊の血とロールドオーツ、刻んだ少量の羊の脂を詰めたものと、「Lifrarpylsa」（肝臓のソーセージ）は、羊の胃に、子羊の肝臓を潰したものとロールドオーツと刻んだ羊肉を混ぜて詰めたものである。アイスランドのブラウンであるSviðは、焼いた羊の頭から作られ、熱い料理としても冷たい料理としても供され、骨のままやゼラチンで固めてから食べる。
ドイツ南部においては、郷土料理としていくつかの内臓料理が出される。バイエルンでは横隔膜を用いた料理や、ミルツヴルスト（Milzwurst）と呼ばれる細かくした脾臓のソーセージ、乳房を使った料理が食されている。シュヴァーベンは、フライドポテトともに出される酸味のある牛の胃の料理（牛の胃の煮込み）であるザウレクッテルン（Saure Kutteln）で有名である。ヘルツグーラッシュ（Herzgulasch）は、心臓を使ったグーラッシュ（肉のシチュー）の一種である。肝臓はいろいろな料理で使われており、クネーデル（スープに入れる団子）やシュペッツレ（刻んで塩茹でにしたもの）、レバーソーセージに用いられる。メインディッシュとしては、スライスしたリンゴとタマネギの輪切りと肝臓をいっしょにして料理したレーバー・ベルリーナー・アールト（Leber Berliner Art, 肝臓のベルリン風）がベルリンの有名料理としてあげられる。ヘルムート・コールが好んだザウマーゲン（Saumagen）はブタの胃袋に具材を詰めてゆでた郷土料理で、彼が連邦首相として在任していた間に、さまざまな政治的な理由で来訪した者たちにとっては試練となっていた。マルククレースヒェン（Markklößchen）は、骨髄から作られた小さな団子で、結婚式のスープとしてドイツの一部の地域で出される。バイエルンでは、肺のシチューが出される。細切りにした腎臓を浸け焼きにしたザウレニーレン（Saure Nieren）も各地で見られる。

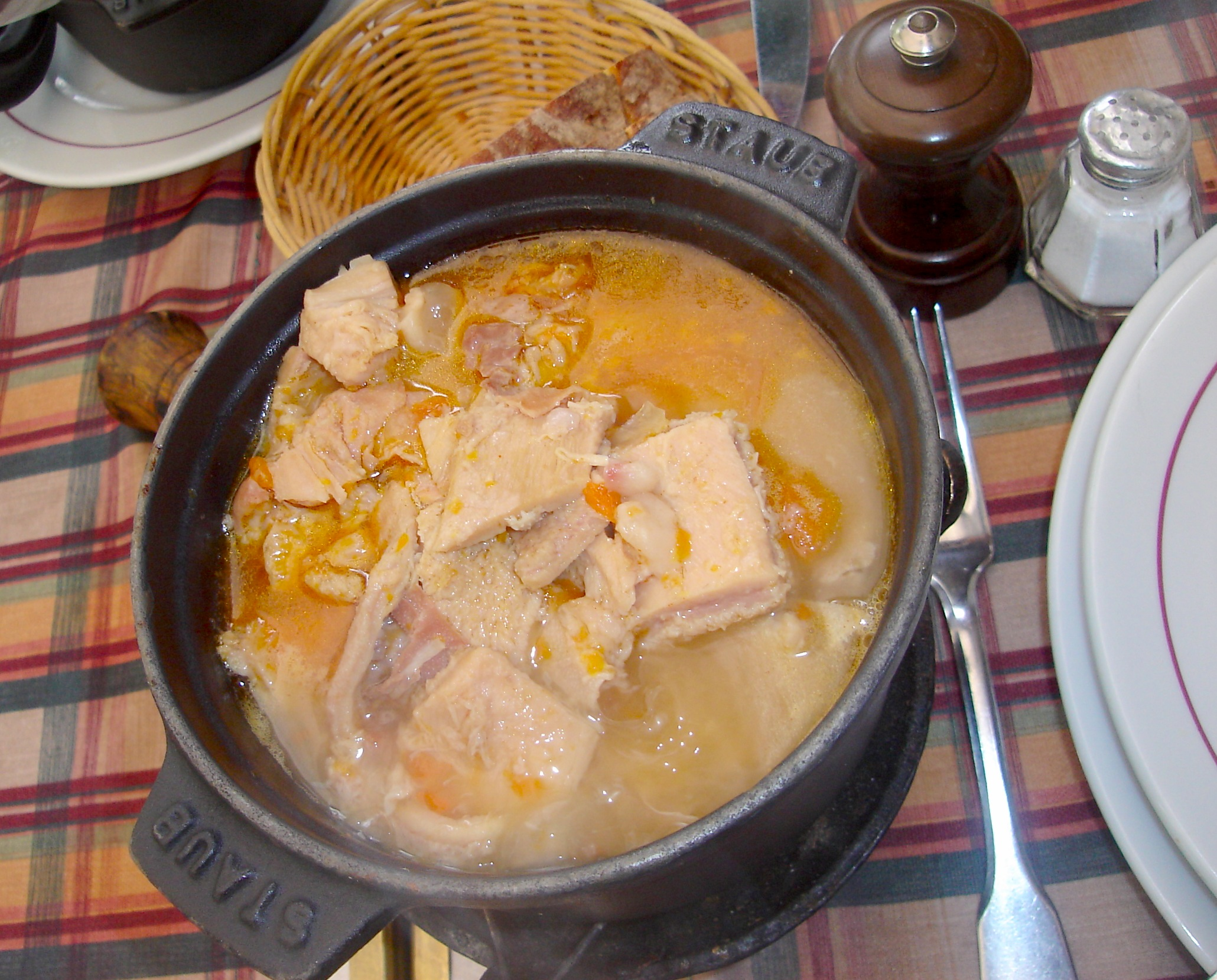
カーン風もつ煮

フランスのマルセイユでは、子羊の足や胃が「pieds et paquets」という名前で、伝統的な食品となっている。フランスでは、腸のソーセージが珍味とされている。トリプーはヒツジの胃に内臓や野菜を詰めて煮た物である。アンドゥイユ（Andouille）は胃袋を具にした冷製ソーセージ、アンドゥイエット（Andouillette）は胃袋を具にした温製のソーセージである。カーン風もつ煮は、ウシの胃袋を煮込むカーン地方に伝わる料理である。

### 東部
ルーマニアには、イースターに出される、drobと呼ばれるハギスに似た料理がある。ルーマニアの農民は、「Caltabos」と呼ばれる、豚の内臓から作る伝統的なソーセージの一種を作る。一般的な料理であるチョルバ・デ・ブルタ (Ciorba de Burta) は、シュケンベ・チョルバ（トルコのイシュケンベ）と似ている。
アルメニアの伝統料理として知られるハーシは、安価な材料で作られ、シラク地方で考案された。ハーシの主な材料は、豚や牛の足で、耳や胃も使われる。以前は貧しい人々にとって冬に食べるものであったが、今では冬のお祭りの料理として楽しまれている。
- Dršťkovka - グヤーシュに似たチェコにおける胃袋の煮込み（グヤーシュには牛肉を使う）。
- Držková - スロバキアにおける胃袋のスープ。Držková polievkaとも。
- プルクルト（Pörkölt） - ハンガリーにおける胃袋の煮込み。

### 南部

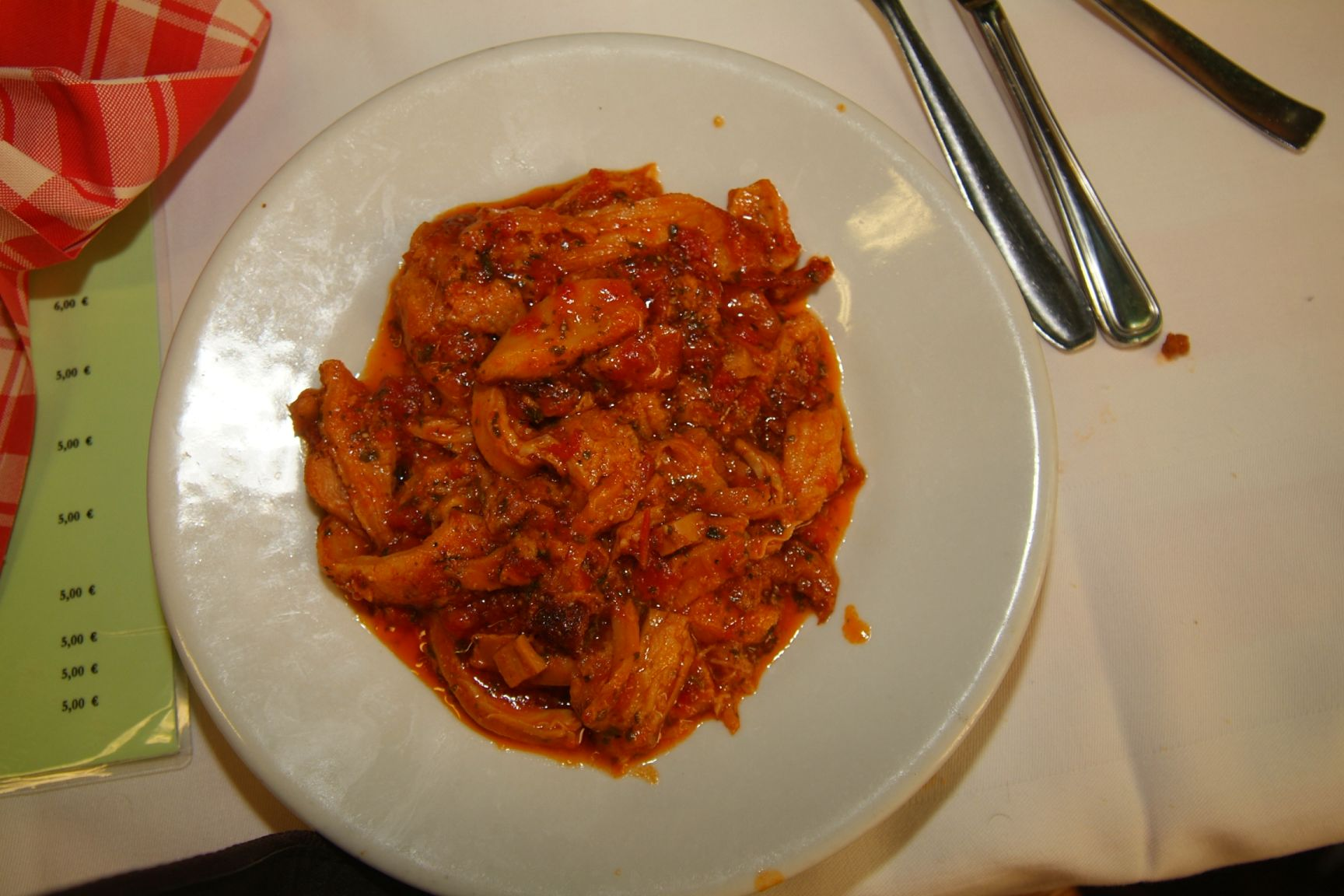
トリッパ・アラ・リヴォルノ

イタリアでは、内臓の消費がかなり広まっている。最も大衆的なものは、脳のフライかシチュー、ハチノス（第2胃）の煮込み（トリッパ）、ランプレドット（牛の第四胃、パセリとチリソースで味付けしたフィレンツェの煮込みスープ）、肝臓（強火でタマネギと炒める、もしくは焼く）、腎臓、心臓やその血管、頭や目、ブタの精巣、鶏の内臓である。「パイヤータ」（「Pajata」）は、ローマの伝統的な料理である。パイヤータは、離乳していない牛（すなわち母乳だけで育った牛）の腸を指す。子牛は、授乳後すぐに殺される。腸はきれいだが、牛乳が中に残っている。調理時には、熱と胃内の酵素のレンネットによって牛乳を固め、厚く、クリーミーでチーズのようなソースを作る。パイヤータとトマトは、リガトーニ（管状のショートパスタ）の一般的なソースとして使われる。シチリアでは、脾臓とカチョカヴァッロチーズを挟んだ、「Pani Ca Meusa」と呼ばれるサンドウィッチの一種が楽しまれている。ニューヨークのブルックリンでも一般的に食べられ、ヴァステッダの名前で通っている。トリッパ・アッラ・ロマーナ( Trippa Alla Romana)はローマ風トリッパの煮込みで、白ワインとトマトで煮た物である。
スペインでは、内臓は多くの伝統料理で使われているが、若い世代では好まれなくなっているものもある。伝統的な料理には、カジョス（牛の胃、マドリードやアストゥリアス州で非常に伝統的に食べられている）、肝臓（多くの場合、タマネギやニンニクやパセリとともに調理される）、腎臓（多くの場合、シェリーと調理されるか、焼く）、羊の脳、牛の睾丸、牛タン、豚の頭や足（カタルーニャでは、豚足は伝統的にカタツムリとともに食べられている）、豚の脳（グラナダの伝統的なサクロモンテのトルティーヤ）、豚の耳（ほとんどがガリシア）がある。ブティファラ（Butifarra）はカタロニアのソーセージ。
ポルトガルでは、伝統的に全動物の内臓が多くの料理に使われている。足（Chipse）や、胃、豚の耳は、豆のスープで煮込まれる。ポルトのもつ煮は有名でトリパス・ア・モーダ・ド・ポルト(Tripas à moda do Porto)と呼ばれる。フラキ（Flaki）は香草マジョラムと煮込んだスープである。牛の脳 (Mioleira) は、クロイツフェルト・ヤコブ病の発生以来、消費が減少している。豚の血は、小麦粉と調味料を入れた非常に特異な形の黒色のプディング (farinhato) を作るのに使われる。
ギリシャ、トルコ、マケドニア共和国では、肝臓、脾臓そして小腸を焚火で焼いた「Splinantero」、祭りの料理として「ココレッチ」（トルコでは「Kokoreç」、マケドニアでは「Kukurek」）がある。子羊の内臓（肝臓、心臓、肺、脾臓、腎臓や脂肪）を串で刺し、洗った小腸で覆い、管状に巻きつけたものである。ココレッチは炭火で焼かれる。他の伝統的なイースターの料理として、羊の内臓・レタス・ホワイトソースから作るスープ「Mageiritsa」（「マギリッツァ」）がある。
「Tzigerosarmas」（トルコでは「Ciğer Sarması」、「ジーエリ・サルマス肝臓包み」の意）や、「Gardoumba」は、大きさを変えたり、味を良くするために特別な香辛料を加えた2種類の「Splinantero」とココレッチのこと。
ブルガリア、マケドニア、トルコではシュケンベ・チョルバがあり、これは胃から作るスープである。

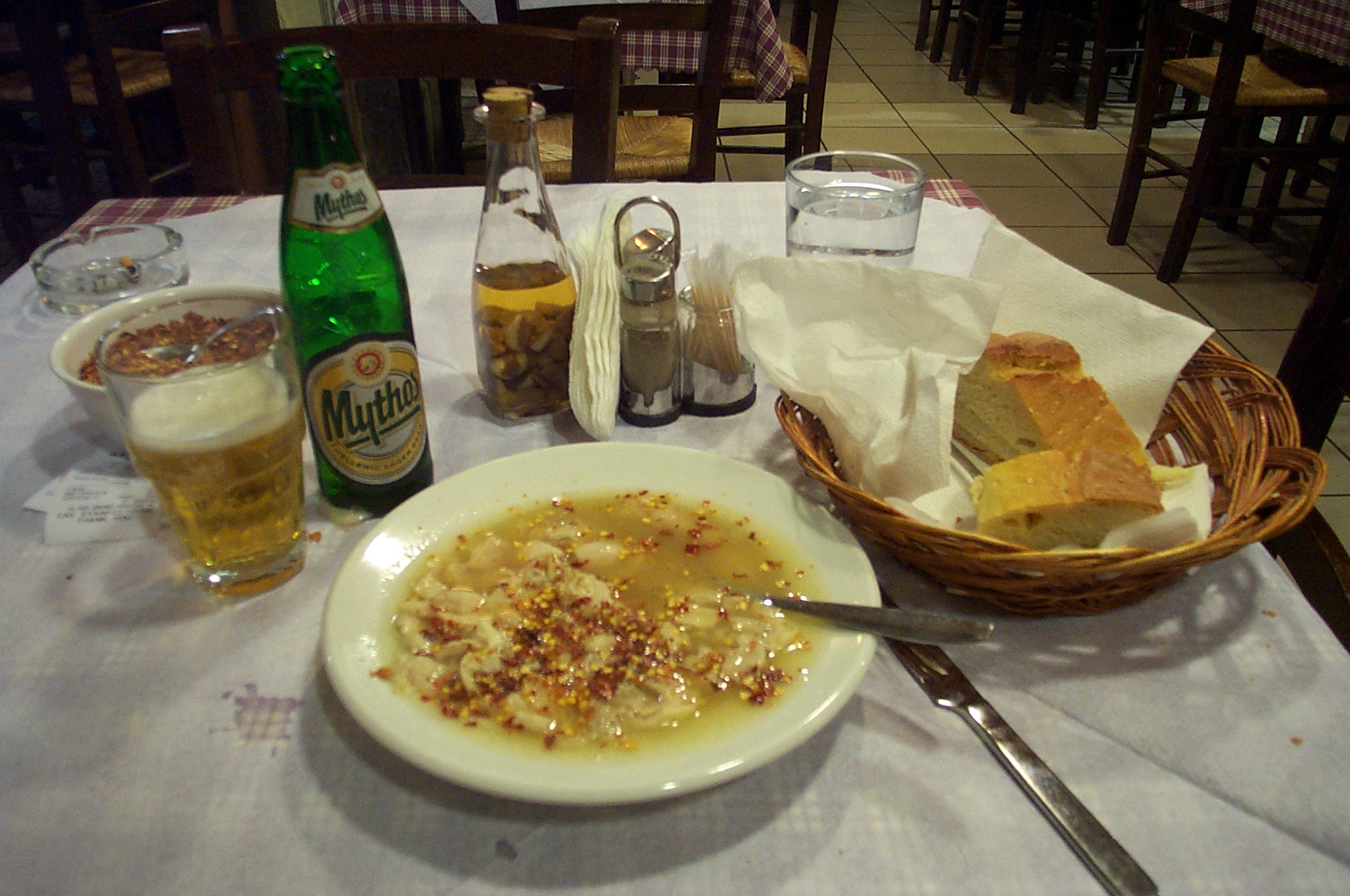
ギリシア料理におけるパツァス

- イシュケンベ - ニンニク、レモン、香辛料で味付けられた胃のスープ。ギリシア料理では「パツァス」（Patsás, πατσάς'）とも。イラン、トルコ、ブルガリア、ルーマニア、マケドニア、セルビアでも同様。「シェカム」（Shekam）はペルシア語で「胃」を指す。
- Bumbar - ボスニアで良く食べられている。
- Filekiまたはšpek-fileki - クロアチアにおける胃袋を使ったスープ。

## その他
- タンシチュー：主に牛の舌を柔らかく煮込んで作られるシチュー。
- ネジャンタン（内臓湯）：韓国のもつスープ。
- コプチャンチョンゴル（Gopchang jeongol）：韓国のもつ鍋。
- チャクナ（Chakna） - インド料理の1つ。ヤギの内臓を香辛料と共に煮込んだシチュー。
- 夫妻肺片 - 四川料理の1つ。茹でたウシの内臓を香辛料で味付けしたもの。
- グルー（Guru）- ジンバブエにおける胃の煮込み。サザ（Sadza）と一緒に食べることが多い。
- カレカレ - フィリピン料理の1つ。ウシの尾をピーナッツと一緒に煮たシチュー。
- マトゥンボ（Matumbo）- ケニア料理の1つ。胃袋のシチュー。
- メヌード（Menudo） - メキシコ料理の1つ。胃袋とトウモロコシのシチュー。似た料理に「Pancitas」（「パンスィタス」）がある。
- モンドンゴ（Mondongo） - 南アメリカやカリブにおける内臓料理。胃を野菜とハーブのスープにしたもの。
- フォー - ベトナム料理。フォーの具に内臓が使われることもある。
- ババット（Babat）- インドネシアにおける胃袋料理。スープや炒め物全般を指す。
- タコス・デ・トリパ（Tacos de tripa） - メキシコ料理の1つ。揚げた胃を具にしたタコス。
- 焼肉 - 内臓を焼いて食べる。「ホルモン焼き」と呼ばれることが多い。
- タカタク - パキスタン料理。ヒツジの内臓の鉄板焼き。
- ロッキー・マウンテン・オイスター - アメリカ合衆国西部における伝統料理。ウシの睾丸をフライにしたもの。